# Course en ligne féminine aux championnats du monde de cyclisme sur route 1967
Navigation
1966 1968
La course en ligne féminine aux championnats du monde de cyclisme sur route 1967 a lieu le 31 août 1967 à Heerlen aux Pays-Bas. Cette édition est remportée par la Britannique Beryl Burton.

## Classement
|                                    | Coureuse                   | Pays                 |    | Temps           |
| ---------------------------------- | -------------------------- | -------------------- | -- | --------------- |
| Médaille d'or, Coupe du Monde      | Beryl Burton               | Royaume-Uni          | en | 1 h 26 min 30 s |
| Médaille d'argent, Coupe du Monde  | Lubov Zadoroznaya          | Union soviétique     | +  | 1 min 47 s      |
| Médaille de bronze, Coupe du Monde | Anna Konkina               | Union soviétique     |    | 5 min 47 s      |
| 4                                  | Galina Yudina              | Union soviétique     |    | 5 min 47 s      |
| 5                                  | Louisa Smits               | Belgique             |    | 5 min 47 s      |
| 6                                  | Svetlana Nikolaeva         | Union soviétique     |    | 5 min 47 s      |
| 7                                  | Keetie Van Oosten-Hage     | Pays-Bas             |    | 5 min 47 s      |
| 8                                  | Elsy Jacobs                | Luxembourg           |    | 5 min 47 s      |
| 9                                  | Nadia Samoletova           | Union soviétique     |    | 5 min 47 s      |
| 10                                 | Nicole Vandenbroeck        | Belgique             |    | 6 min 33 s      |
| 11                                 | Hennie Faber-Hondeveld     | Pays-Bas             |    | 6 min 33 s      |
| 12                                 | Marie-Thérèse Bouchet      | France               |    | 6 min 37 s      |
| 13                                 | Christiane Goeminne        | Belgique             |    | 6 min 41 s      |
| 14                                 | Christiane Geerts          | Belgique             |    | 6 min 41 s      |
| 15                                 | Nina Trofimova             | Union soviétique     |    | 6 min 41 s      |
| 16                                 | Janny Smulders-Jonkers     | Pays-Bas             |    | 6 min 41 s      |
| 17                                 | Francine Verlot            | Belgique             |    | 6 min 41 s      |
| 18                                 | Lily Herse                 | France               |    | 6 min 41 s      |
| 19                                 | Patricia Pepper            | Royaume-Uni          |    | 6 min 41 s      |
| 20                                 | Renée Vissac               | France               |    | 7 min 12 s      |
| 21                                 | Bella Van der Spiegel-Hage | Pays-Bas             |    | 7 min 12 s      |
| 22                                 | Irene Trompert-Paul        | Pays-Bas             |    | 7 min 12 s      |
| 23                                 | Barbara Mapplebeck         | Royaume-Uni          |    | 7 min 32 s      |
| 24                                 | Truus Smulders             | Pays-Bas             |    | 8 min 16 s      |
| 25                                 | Hannelore Mattig           | Allemagne de l'Est   |    | 9 min 37 s      |
| 26                                 | Monika Maklas              | Allemagne de l'Ouest |    | 9 min 37 s      |
| 27                                 | Roisin Troy                | Irlande              |    | 9 min 37 s      |
| 28                                 | Jai Souk Hong              | Corée du Sud         |    | 11 min 6 s      |
| 29                                 | Marie Simone Jaudin        | France               |    | 11 min 53 s     |
| 30                                 | Josefine Pescha            | Autriche             |    | 11 min 53 s     |
| 31                                 | Marie-Jeanne Simon         | France               |    | 12 min 31 s     |
| 32                                 | Gisela Grassmann           | Allemagne de l'Est   |    | 13 min 4 s      |
| 33                                 | Hak Sil Ri                 | Corée du Sud         |    | 14 min 45 s     |
| 34                                 | Annie Melis                | Belgique             |    | 14 min 53 s     |
| 35                                 | Heidi Blobner              | Allemagne de l'Est   |    | 14 min 58 s     |
| 36                                 | Eva Neumayer               | Autriche             |    | 16 min 55 s     |
| 37                                 | Ursula Bürger              | Allemagne de l'Ouest |    | 16 min 55 s     |
| 38                                 | Cosette Quebatte           | Suisse               |    | 17 min 10 s     |